# 羅伯特·弗萊洛
羅伯特·弗萊洛（Robert Flello，1966年1月14日—）是一位英格蘭政治人物，他的黨籍是工黨。自2005年開始，他擔任南特倫特河畔斯托克選區選出的英國下議院議員，但在2017年大選連任失敗。在成為國會議員之前，他在2002年當選伯明翰市議員。